# Lamourouxia longiflora
Lamourouxia longiflora är en snyltrotsväxtart som beskrevs av George Bentham. Lamourouxia longiflora ingår i släktet Lamourouxia och familjen snyltrotsväxter.

## Underarter
Arten delas in i följande underarter:
- L. l. hyssopifolia
- L. l. integerrima
- L. l. lanceolata